# Proflazepam
Il proflazepam è uno psicofarmaco appartenente alla categoria delle benzodiazepine.